# ریو ریتا (فیلم ۱۹۲۹)
ریو ریتا (انگلیسی: Rio Rita) فیلمی به کارگردانی لوتر رید محصول سال ۱۹۲۹ است. ببه دنیلز و جان بولس از جمله بازیگران این فیلم هستند.